# Lee Bo-hee
Lee Bo-hee (nascida em 25 de maio de 1959) é uma atriz sul-coreana. Lee ganhou vários prêmios por seus papéis no cinema na década de 1980, incluindo de "melhor nova atriz" para The Green Pine Tree na vigésima segunda edição do prêmio Grande Bell, de "melhor atriz" para Eoudong na vigésima segunda edição do prêmio Drama Coreano e Arte Cinematográfica, e de "melhor atriz" no vigésimo quarto Baeksang Arts Awards e Prêmio da Associação Coreana dos Críticos de Cinema.
Lee Bo-hee é referida como uma das "Troika da década de 1980", além de Lee Mi-sook e Won Mi-kyung, todas as três, as quais dominaram as telas do cinema na época.

## Filmografia

### Filmes
| Ano  | Título                         | Papel     |
| ---- | ------------------------------ | --------- |
| 1983 | The Green Pine Tree            |           |
| 1984 | Widow Dance                    |           |
| 1984 | Declaration of Idiot           | Hye-young |
| 1984 | Agada                          |           |
| 1984 | Between the Knees              | Ja-young  |
| 1984 | The Light of Recollection      |           |
| 1985 | Eoudong                        | Eowudong  |
| 1986 | Lee Jang-ho's Baseball Team    | Eomji     |
| 1987 | Moonlight Hunter               |           |
| 1987 | The Man with Three Coffins     | Sra. Choe |
| 1987 | Y's Experience                 |           |
| 1988 | You My Rose Mellow             | Su-kyung  |
| 1988 | Gam-dong                       |           |
| 1988 | America, America               |           |
| 1994 | Rosy Days                      |           |
| 1994 | The Man of 49 Days             |           |
| 1998 | A+ Life                        |           |
| 2010 | Le Grand Chef 2: Kimchi Battle | Soo-hyang |
| 2011 | Sunny                          |           |

### Séries de televisão
| Ano  | Título                                       | Papel                                      |
| ---- | -------------------------------------------- | ------------------------------------------ |
| 1995 | West Palace                                  | Rainha Inmok                               |
| 1996 | Tears of the Dragon                          | Concubina Seon, quarta consorte do Taejong |
| 1999 | Lost One's Way                               |                                            |
| 2001 | Ladies of the Palace                         | Rainha viúva de Jasun                      |
| 2001 | Blue Mist                                    | Oh Young-hee                               |
| 2001 | Why Women?                                   |                                            |
| 2001 | Piano                                        | Lee Eun Shim                               |
| 2002 | Whenever the Heart Beats                     | Jang Gyo-soo                               |
| 2002 | Kitchen Maid                                 | Kang-ok                                    |
| 2002 | Jang Hui-bin                                 | Lady Yoon                                  |
| 2003 | Go Mom Go!                                   |                                            |
| 2004 | Terms of Endearment                          | Na Jin-deok                                |
| 2004 | My 19 Year Old Sister-in-Law                 | Park Young-ran                             |
| 2004 | When a Man is in Love                        | Park Hwa-young                             |
| 2005 | Three Leafed Clover                          | Jo Yoon-sook                               |
| 2005 | My Sweetheart, My Darling                    | Jo Ok-soon                                 |
| 2005 | Dear Heaven                                  | Kim Mi-hyang                               |
| 2006 | Seoul 1945                                   | Ame Kaori                                  |
| 2006 | Which Star Are You From                      | Ahn Jin-hee                                |
| 2007 | When Spring Comes                            | Kim Boo-seon                               |
| 2007 | The Devil                                    | Soon-ok                                    |
| 2007 | Queen of Ahyun                               | Sa Bi-na                                   |
| 2007 | Innocent Woman                               | Chun Deok-hee                              |
| 2008 | My Lady                                      | Ha Shin-ae                                 |
| 2009 | The Road Home                                | Oh Seon-yeong                              |
| 2009 | Three Brothers                               | Gye Sol-yi                                 |
| 2010 | A Man Called God                             | Han Soo-ra                                 |
| 2010 | Drama Special "Reason"                       | Kim Ji-soo                                 |
| 2010 | Flames of Desire                             | Cha Soon-ja                                |
| 2010 | Smile, Dong-hae                              | Gye Sun-ok                                 |
| 2011 | Gwanggaeto, The Great Conqueror              | Go Ya                                      |
| 2011 | Drama Special "The Woman from the Olle Road" | Lady Oh                                    |
| 2011 | Just You                                     | Lee Sun-young                              |
| 2011 | I Live in Cheongdam-dong                     | Kim Bo-hee                                 |
| 2012 | My Lover, Madame Butterfly                   | Bae Shin-ja                                |
| 2012 | Wild Romance                                 | Yang Sun-hee                               |
| 2013 | Iris II                                      | Jung Soo-min/Jung Ji-young                 |
| 2013 | Wang's Family                                | Park Sal-ra                                |
| 2014 | Everybody, Kimchi!                           | Ji Sun-young                               |
| 2014 | Yeonae Malgo Gyeolhon                        | Mãe de Hoon-dong                           |
| 2014 | Apgujeong Midnight Sun                       | Seo Eun-ha                                 |
| 2015 | The Great Wives                              | Hong Geum-sook                             |